# Вулиця Євгена Мєшковського (Тернопіль)
Вулиця Євгена Мєшковського — вулиця у житловому масиві «Східний» міста Тернополя. Названа на честь керівника генерального штабу армії УНР Євгена Мєшковського. До 11 липня 2022 року носила ім'я російського письменника Льва Толстого.

## Відомості
Розпочинається від вулиці Нової, пролягає на схід паралельно до проспекту Степана Бандери до вулиці Андрія Чайковського, де і закінчується. На вулиці розташовані приватні будинки. З півдня примикають вулиці Івана Пулюя та Івана Богуна.